# یواس‌اس ال‌اس‌تی-۳۱۷
یواس‌اس ال‌اس‌تی-۳۱۷ (به انگلیسی: USS LST-317) یک کشتی بود که طول آن ۳۲۸ فوت (۱۰۰ متر) بود. این کشتی در سال ۱۹۴۳ ساخته شد.